# Vasodilatator-stimuliertes Phosphoprotein
Das VASP (VAsodilatator-Stimuliertes Phosphoprotein) ist ein regulatorisches Aktin-bindendes Protein und Substrat der cGMP-abhängigen Proteinkinase. In der phosphorylierten Form wird es auch P-VASP bezeichnet. Es gehört zur Gruppe der Ena/VASP Proteine, die neben VASP auch Ena und EVL umfassen. Diese spielen in der Krebsforschung und Zellforschung eine Rolle, da sie an den Vorgängen der Zelladhäsion und des Zytoskeletts beteiligt sind.
Blutplättchen und andere Zellen der Blutgefäße enthalten besonders hohe Konzentrationen von VASP, doch letztendlich ist es in fast allen Zellen nachweisbar. VASP kann an drei Stellen phosphoryliert werden. Aktuelle Ergebnisse erhärten die Annahme, dass VASP die Aktivierung der Blutplättchen sowie die Aggregation und Vernetzung des Adhäsionsmoleküls Glykoprotein IIb-IIIa hemmt. Diese Effekte werden durch die Phosphorylierung von VASP noch verstärkt.

## Entdeckung
Die Wissenschaftler F. Murad und L. Ignarro entdeckten, dass der Botenstoff Stickstoffmonoxid (NO) selbst und NO enthaltende Herz-Kreislauf-Arzneimittel die Bildung des Signalmoleküls cGMP stimulieren und die Thrombozyten des Menschen hemmen. Während der Suche nach Proteinen, die in den Blutplättchen nach einer Behandlung mit NO-enthaltenden Substanzen phosphoryliert werden (und zwar abhängig vom Signalmolekül cGMP), fanden Wissenschaftler im Jahr 1987 das Protein VASP.